# Міжнародні відносини Ісландії
Основні напрями зовнішньополітичного курсу Ісландії визначаються членством країни у НАТО, військово-політичним співробітництвом із США, багатосторонніми зв'язками з Європейським Союзом, північноєвропейськими країнами (у тому числі з Норвегією, яка не є членом ЄС), особливо з екологічних та природоохоронних питань. Ісландія є членом НАТО, Північної ради, Організації економічного співробітництва і розвитку, Міжнародного валютного фонду, Світового банку, ООН і її спеціалізованих організацій, а також Ради Європи і Європейської асоціації вільної торгівлі. Ісландія не є членом Європейського союзу. Головна причина — існування квот на рибальство, основну галузь економіки країни.

## Пріоритетні напрями зовнішньої політики Ісландії
Пріоритетним напрямом зовнішньої політики Ісландії за традицією є північне співробітництво. Ісландія — член Баренцево-Євроарктичної ради, Ради держав Балтійського моря, Арктичної ради.
У 1992 р. Ісландія приєдналась до Західноєвропейського союзу як асоційований член. Інтеграція ЗЄС в ЄС викликала занепокоєння в правлячих колах Ісландії, оскільки це ще більше віддалить країну, яка не є членом ЄС, від участі в процесі вироблення рішень у галузі безпеки та оборони.
У 1999 р. Ісландія головувала в Північній Раді, і при збереженні акценту на традиційні для себе напрями роботи, такі як охорона навколишнього середовища та раціональне використання біоресурсів моря, за ініціативи Ісландії до порядку денного проведених під егідою Північної Ради заходів були включені актуальні для них питання — відносини з ЄС, розширення ЄС і т. д. У період головування в Раді міністрів Північної Ради за ініціативою Ісландії була прийнята «Робоча програма Ради міністрів Північної Ради для суміжних територій» (до них віднесені країни Балтії та регіони російської Півночі і Північного Заходу).
Спостерігалося деяке зростання активності Ісландії й під час її головування в Комітеті міністрів Ради Європи протягом травня-листопада 1999 р. Значне місце у діяльності РЄ у період ісландського головування зайняла косовська проблематика, питання розширення Ради та її структурної реорганізації. Як активний учасник Договору про нерозповсюдження ядерної зброї, Ісландія виступає за досягнення домовленості про загальну заборону ядерних випробувань.
Ісландія є учасником загальноєвропейського процесу, зокрема, ухваливши рішення про активізацію своєї діяльності в рамках ОБСЄ. Ісландія не ставить за мету вступ до ЄС, маючи намір будувати відносини з ЄС на основі угод і в рамках ЄЕП. Одночасно вона підписала угоди з державами-учасницями Шенгенських домовленостей і стала асоційованим членом цієї організації в її оновленому вигляді. Правила «Шенгену» вступили в Ісландії в дію з 1 жовтня 2000 р.
З 2009 р. Ісландія змінює зовнішньополітичний курс по відношенню до вступу в ЄС. Заявка від Ісландії була подана влітку 2009 р., але через недосягнення згоди у переговорах у грудні 2013 р. була скасована [1].
Ісландія підтримує зусилля до активізації ролі ООН у світових справах як одного з основних інструментів із запобігання та врегулювання міжнародних конфліктів. Вона домагається включення себе до Ради Безпеки ООН як непостійного члена.

### Питання охорони навколишнього середовища
Одним із найважливіших напрямків своєї зовнішньополітичної діяльності Ісландія вважає питання охорони навколишнього середовища (в першу чергу, боротьбу із забрудненням морського середовища), а також питання забезпечення прав людини. Однак на Конференції ООН, присвяченій проблемі запобігання парниковому ефекту в Кіото в грудні 1997 р., делегація Ісландії зосередила свої зусилля на визнанні необхідності збільшення для Ісландії квоти викидів речовин, що викликають парниковий ефект, з урахуванням використання тут відновлюваних джерел енергії та її особливого становища як малої економічної системи.

## Ісландсько-американські відносини
Ісландія є членом НАТО від заснування альянсу в 1949 р., хоча сама країна власних Збройних Сил не має, за винятком 120 службовців берегової охорони. На Мадридському саміті в липні 1997 р. вона цілком підтримала розширення НАТО на Схід у формі, запропонованій США, а на Вашингтонському саміті 1999 р. — схвалила всі рішення Ради НАТО, включаючи нову стратегічну концепцію. Ісландське керівництво продемонструвало повну підтримку діям НАТО щодо Югославії.
Проте участь у Альянсі нерозривно пов'язана з іншим напрямом зовнішньополітичної діяльності Ісландії — співпрацею з США. У 1944 році Сполучені Штати стали першою країною яка визнала незалежність Ісландії від Данії [2].
Ісландсько-американські відносини насамперед виражені у наявності на території Ісландії американської бази в м. Кефлавік на півострові Рейк'янесскаґі в південно-західній частині країни. База була створена відповідно до підписаної в 1951 р. американсько-ісландської угоди, згідно з якою США взяли на себе відповідальність за оборону Ісландії від імені НАТО. Під командуванням США були створені військові підрозділи, об'єднані в Оборонні сили Ісландії (Iceland Defence Force). США підтвердили в 1996 р. свої зобов'язання в галузі оборони Ісландії відповідно до договору 1951 р. і підписали додатковий протокол про продовження його дії. У результаті змін у міжнародній обстановці в Кефлавіку були зроблені деякі скорочення і зміни, а до останнього часу до складу американської військової структури тут входили більше 25 командних підрозділів — приблизно 1 800 американських військовослужбовців, 100 цивільних і 850 осіб ісландського обслуговчого персоналу, а також військовослужбовці Нідерландів, Канади, Норвегії і Данії. Літаки Р-ЗС і AWACS розміщувалися на базі для розвідки північних морських акваторій. Однак адміністрація США дійшла висновку про недоцільність взагалі зберігати в Кефлавік свої підрозділи. Після тривалих переговорів (ісландський уряд був проти, пропонуючи навіть взяти на себе витрати з експлуатації бази, які становлять зараз 250 млн доларів і покриваються американцями) була досягнута домовленість про виведення всіх літаків американських ВПС з бази, що й сталося у вересні 2006 р.
Проте це не означало, що військова база в США в Кефлавік припинила своє існування. Рішення адміністрації США пов'язане з реструктуризацією НАТО, її новою стратегією і є частиною передислокації військ США по всьому світу. Усі військові інфраструктури в Кефлавік збережуться (виділяється спеціальна територія, відгороджена від цивільного аеропорту) і будуть підтримуватися ісландцями в стані постійної готовності, щоб прийняти в разі потреби військові літаки США та інших країн НАТО. Американці підтвердили всі зобов'язання щодо американсько-ісландської угоди, згідно якої США взяли на себе відповідальність за оборону Ісландії від імені НАТО, у тому числі оплату витрат з утримання об'єктів на базі. Готується нова угода, яка повинна закласти основу для подальшого військового співробітництва між Ісландією і США на двосторонній основі і в рамках НАТО. Загалом, мало що зміниться в тій ролі, яку Кефлавік відігравав у роки «холодної війни». База в Кефлавік має важливе значення для раннього оповіщення, протиповітряної оборони та морської розвідки у всьому Північноатлантичному регіоні. У разі кризи або кризової ситуації база повинна зіграти особливу роль для забезпечення зв'язків між Західною Європою та США, зокрема доставки підкріплень до Норвегії і Данії, а також країни Балтії [3].
Міністр закордонних справ Ісландії Х. Асгрімссон, підкреслюючи роль американсько-ісландського договору 1951 р. і доповнень, зроблених до нього, заявив, що «Договір про оборону та участі Ісландії в захисті співробітництва з націями Заходу є і назавжди залишиться наріжним каменем політики безпеки Ісландії». Проте ісландська опозиція виступила з критикою рішення США про виведення військового контингенту з бази в Кефлавік, вважаючи, що це послабить весь північний фланг НАТО і безпеку самої Ісландії. Ймовірно, що може бути порушене питання про денонсацію договору з США або, у всякому випадку, про його значний перегляд. Висловлюється думка про те, щоб зажадати допомогу не тільки в НАТО, але й в ЄС, приєднавшись до його новостворюваної військової структури.